# Emanuel Kania

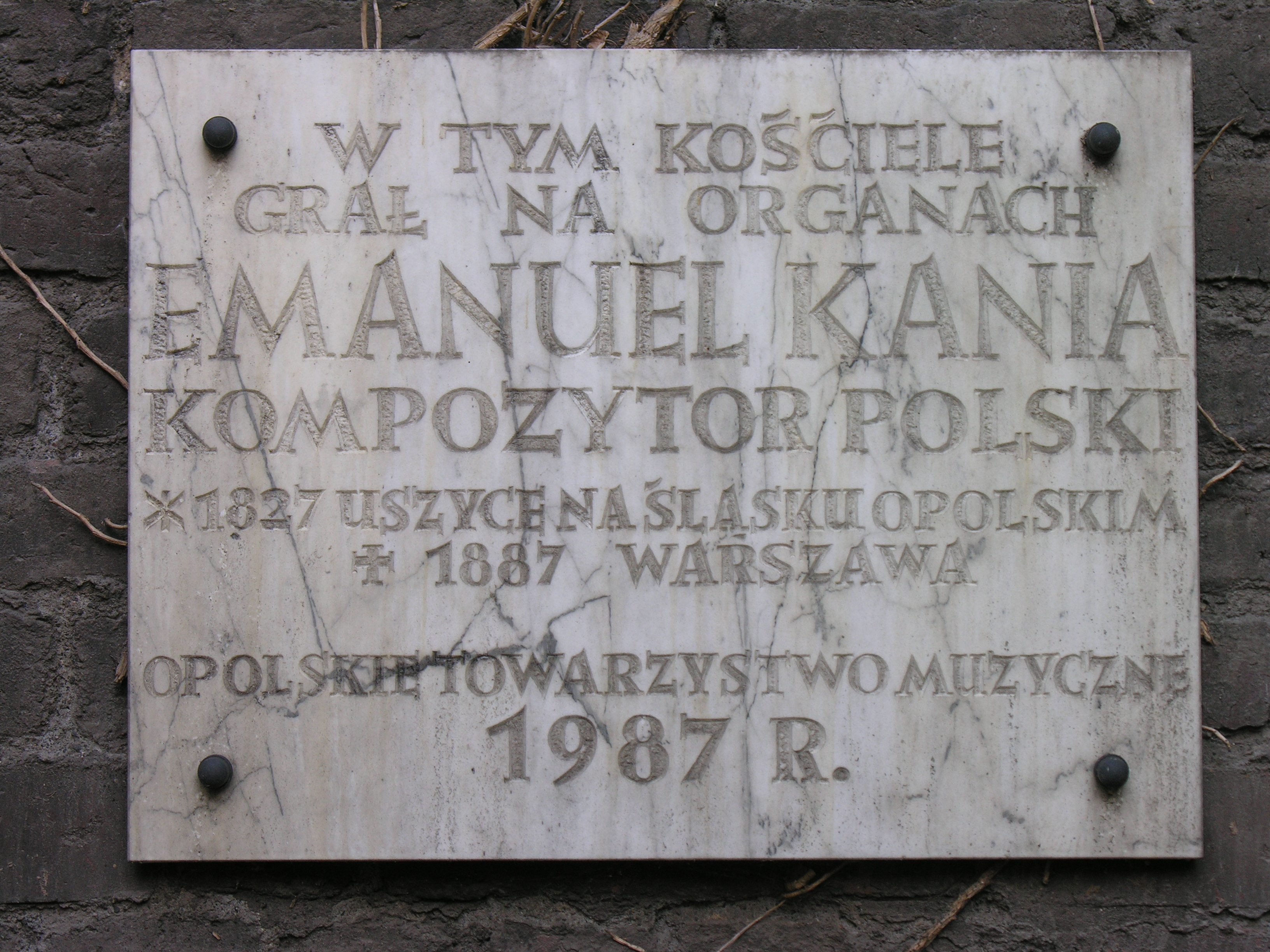
Tablica pamiątkowa na kościele św. Macieja we Wrocławiu

Emanuel Kania (ur. 26 marca 1827 w Uszycach, zm. 16 marca 1887 w Warszawie)  – polski kompozytor, pianista, organista i krytyk muzyczny. 
Jako pianista koncertował w wielu miastach Polski i za granicą. Był również pedagogiem gry fortepianowej. Kształcił się we Wrocławiu w Carla Schnabla, wrocławskiego pianisty i budowniczego fortepianów. Pracował także jako organista we wrocławskim kościele św. Macieja, gdzie dziś znajduje się poświęcona Emanuelowi Kani tablica pamiątkowa .
W 1853 osiadł w Warszawie, od 1869 został profesorem Instytutu Muzycznego. Był znanym krytykiem i recenzentem muzycznym, znawcą twórczości Fryderyka Chopina. Swoje recenzje muzyczne zamieszczał w czasopismach „Kurier Codzienny” i „Kłosy”.  
Jako kompozytor pozostał pod dużym wpływem Fryderyka Chopina. Jego kompozycje cieszyły się w swoim czasie powodzeniem i były wydawane przez renomowane wydawnictwa muzyczne.
Kania pozostawił liczne utwory fortepianowe w stylu salonowym, jak Zadumki wieczorne na fortepian, nokturny, romanse, walce, mazury, polonezy, etiudy. Skomponował Koncert fortepianowy e-moll, Trio fortepianowe g-moll, Sonatę wiolonczelową a-moll oraz Allegro symfoniczne. Jest autorem muzyki do wodewilu Jana Kantego Gregorowicza Werbel domowy (wyk. 1860) oraz wielu pieśni (m.in. Marzenie do słów Włodzimierza Wolskiego, Dola do słów Kazimierza Brodzińskiego i Oto płakałem we śnie do słów Heinricha Heinego) .
W Uszycach, rodzinnej miejscowości Emanuela Kani, jego imię nosi szkoła podstawowa.